# Lina Jacques-Sébastien

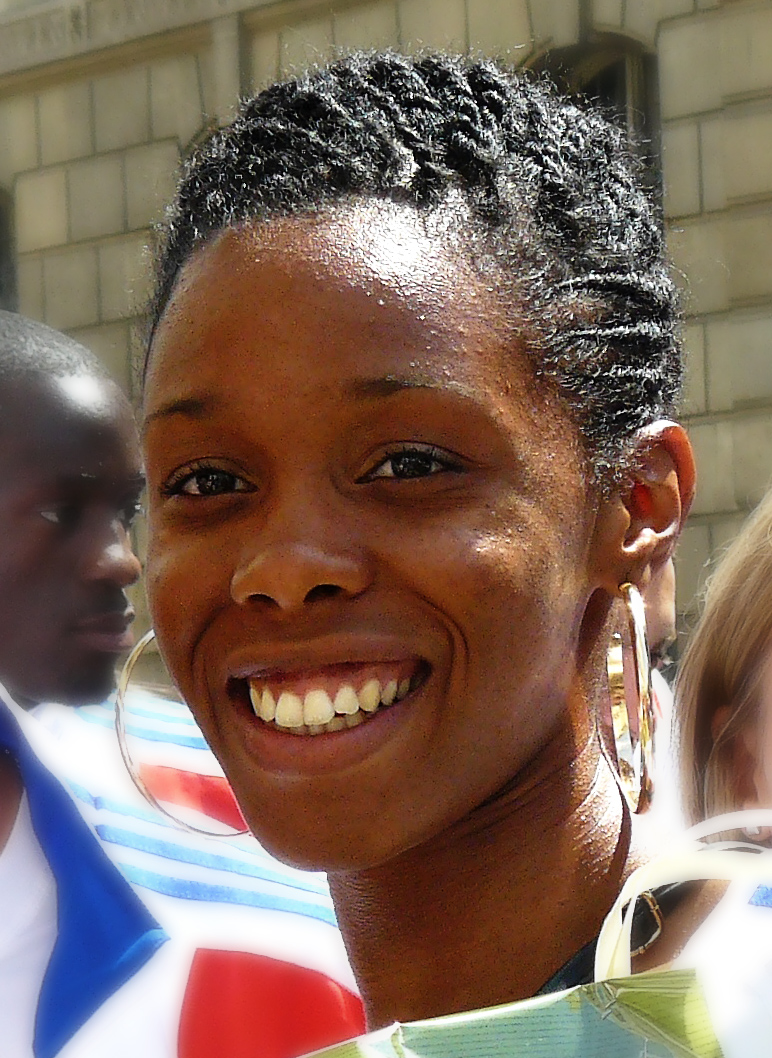
Lina Jacques-Sébastian (2010)

Lina Jacques-Sébastien (* 10. April 1985 in Créteil) ist eine französische Sprinterin.
International trat Jacques-Sébastien erstmals bei den Leichtathletik-Juniorenweltmeisterschaften 2004 in Grosseto in Erscheinung. Dort gewann sie mit der französischen 4-mal-100-Meter-Staffel die Bronzemedaille und belegte im 100-Meter-Lauf den sechsten Platz. Bei den Leichtathletik-U23-Europameisterschaften 2005 in Erfurt holte sie mit der Staffel den Titel und über 100 Meter die Silbermedaille. Im 200-Meter-Lauf wurde sie Sechste. In dieser Saison etablierte sie sich auch im Erwachsenenbereich. Bei den Mittelmeerspielen in Almería gewann sie die Silbermedaille im 200-Meter-Lauf, und bei den Leichtathletik-Weltmeisterschaften in Helsinki belegte sie mit der französischen 4-mal-100-Meter-Staffel den vierten Rang.
Bei den Olympischen Spielen 2008 in Peking war Jacques-Sébastien ebenfalls Mitglied der Nationalstaffel, die allerdings wegen eines Wechselfehlers im Vorlauf ausschied. Ungleich erfolgreicher war sie bei den Leichtathletik-Europameisterschaften 2010 in Barcelona. Gemeinsam mit Myriam Soumaré, Véronique Mang und Christine Arron gewann sie in der Staffel die Silbermedaille hinter der Ukraine und vor Polen. Im 200-Meter-Lauf wurde Jacques-Sébastien in persönlicher Bestleistung von 22,59 s Fünfte.
Lina Jacques-Sébastien ist 1,74 m groß und hat ein Wettkampfgewicht von 62 kg. Sie startet für die US Créteil und wird seit 2008 von Samba-Koundy Giscard trainiert.

## Bestleistungen
- 100 m: 11,30 s, 15. Juni 2008, Sotteville-lès-Rouen
- 200 m: 22,59 s, 31. Juli 2010, Barcelona
- 60 m (Halle): 7,35 s, 16. Februar 2008, Bordeaux